# Internationale Cricket-Saison 1891/92
Die internationale Cricket-Saison 1891/92 fand zwischen November 1891 und März 1892 statt. Als Wintersaison wurden vorwiegend Heimspiele der Mannschaften aus Südasien, der Karibik und Ozeanien ausgetragen.

## Überblick

### Internationale Touren
| Beginn         | Heimteam   | Auswärtsteam | Resultate | Artikel |
| Beginn         | Heimteam   | Auswärtsteam | Test      | Artikel |
| -------------- | ---------- | ------------ | --------- | ------- |
| 1. Januar 1892 | Australien | England      | 2–1 [3]   | Artikel |
| 19. März 1892  | Südafrika  | England      | 0–1 [1]   | Artikel |